# Обектно базиран
Обектно базиран е термин в информатиката, който има две различни и взаимно несъвместими значения:
1. Ограничена версия на обектно ориентираното програмиране, за която важат едно или повече от следните ограничения:
  - няма наследяване по подразбиране;
  - няма полиморфизъм;
  - само малко подмножество на възможните стойности за обекти (обикновено това са GUI компонентите);
2. Прототипно базирани системи – системи, базирани на „прототипни“ обекти, които не са екземпляри на някакъв клас.